# Вилежаль, Оскар
Оскар Вилежаль (венг. Vilezsál Oszkár; 17 сентября 1930, Шальготарьян, Ноград — 20 июля 1980, Гёд, Пешт) — венгерский футболист и футбольный тренер, играл на позиции нападающего. Бронзовый призёр Олимпийских игр 1960 года.

## Биография

### Клубная карьера
В течение шести сезонов Вилежаль играл за «Шальготарьян».
В 1954 году перешёл в «Ференцварош», в составе которого отыграл 11 сезонов. В составе «зелёных орлов» в чемпионате страны Вилежаль сыграл 229 матчей и забил 51 гол. Он выиграл два чемпионских титула, Кубок Венгрии и Кубок ярмарок в 1965 году, но в финале против итальянского «Ювентуса» он не играл. Завершил игровую карьеру в 1965 году.

### Карьера в сборной
В составе сборной Венгрии принимал участие на олимпийском футбольном турнире 1960 года и завоевал бронзовые медали. На турнире Вилежаль сыграл в матче группового этапа со сборной Индии (2:1) и в полуфинальном матче против сборной Дании (0:2).

### Тренерская карьера
В 1965 году в течение некоторого времени возглавлял «Ференцварош», проработав с командой 10 матчей.

### Смерть
Скоропостижно скончался 20 июля 1980 года в возрасте 49 лет.

## Достижения
«Ференцварош»
- Чемпион Венгрии (2): 1962/63, 1964
- Обладатель Кубка Венгрии (1): 1958
- Обладатель Кубка ярмарок (1): 1964/65

 Венгрия
- Бронзовый призёр Олимпийских игр (1): 1960